# Sunthorn Kongsompong
Sunthorn Kongsompong (in thailandese สุนทร คงสมพงษ์, pronuncia IPA: sǔn.tʰɔːn kʰoŋ.sǒm.pʰoŋ; 1º agosto 1931 – 2 agosto 1999) è stato un militare e politico thailandese, primo ministro de facto della Thailandia tra il 23 febbraio e il 1º marzo 1991.

## Biografia
Dopo il colpo di Stato che depose il primo ministro Chatichai Choonhavan, salì brevemente al potere dopo essersi proclamato presidente del Consiglio Nazionale per il mantenimento della pace.